# Геласимов, Андрей Валерьевич
Андре́й Вале́рьевич Гела́симов (род. 7 октября 1966, Иркутск) — русский писатель и педагог. Заслуженный деятель искусств Российской Федерации (2023).

## Биография
По образованию филолог (кандидат филологических наук), в 1987 году окончил Якутский государственный университет. С 1988 по 1992 обучался на режиссёрском факультете ГИТИСа (мастерская Анатолия Васильева). В 1996—97 годах стажировался в Халльском университете в Великобритании. В 1997 году защитил кандидатскую диссертацию по английской литературе в Московском педагогическом государственном университете по теме «Ориентальные мотивы в творчестве Оскара Уайльда». Работал доцентом кафедры английской филологии Якутского университета, преподавал стилистику английского языка и анализ художественного текста. Женат, имеет троих детей и троих внуков.
О своей фамилии говорит: «…она староверческая, казацкая, её очень много в Забайкалье. Это старая фамилия, была до раскола. Известны иноки с этим именем, их имена брались от двух римских пап, был Геласим I и Геласим II. До раскола в православной церкви было много иноков с именем Геласим. Но после раскола все эти люди ушли в скиты, в раскол, в самосожжение, стали бродячим людом, прибились к казакам, фамилия исчезла из имперского центра. Я находил эту фамилию в Донском казачьем войске, среди терского казачества. Так что фамилия распространенная, но оказалась под спудом. Что касается коверканий — я всегда хохочу, когда говорят Герасимов».
В 2001 году была издана повесть о первой любви «Фокс Малдер похож на свинью», которая вошла в шорт-лист премии Ивана Петровича Белкина за 2001 год, в 2002 году повесть «Жажда» о молодых ребятах, прошедших Чеченскую войну, опубликованная в журнале «Октябрь», также вошла в сокращённый список премии Белкина и была отмечена премией имени Аполлона Григорьева, а также ежегодной премией журнала «Октябрь». В 2003 году в издательстве «О.Г.И.» вышел роман «Год обмана», в основе сюжета которого классический «любовный треугольник», ставший самой распродаваемой книгой Геласимова на сегодняшний момент. В сентябре 2003 вновь журнал «Октябрь» публикует роман «Рахиль» о немолодом уже профессоре-филологе Святославе Койфмане, еврее-полукровке, типичном неудачнике. В 2004 году за этот роман Геласимов удостоился премии «Студенческий Букер».
В 2005 на Парижском книжном Салоне Андрей Геласимов был признан самым популярным во Франции российским писателем, обойдя Людмилу Улицкую и Бориса Акунина. В составе делегаций российских писателей участвовал в международных книжных ярмарках во Франкфурте (2003), Лейпциге (2004), Варшаве (2004), Париже (2005, 2010, 2012, 2018), Будапеште (2005), Женеве (2007, 2015), Нью-Йорке (2012), Барселоне (2012), Лондоне (2016), Калькутте (2020), Тегеране (2022) и др. Принимал участие в региональных книжных выставках в Бордо (Франция, 2005), Сен-Мало (Франция, 2005, 2010), Фюво (Франция, 2007), Монпелье (Франция, 2008), Ди (Франция, 2008, 2010) и др. В марте 2010 года по приглашению Министерства иностранных дел Франции участвовал от России в официальной программе юбилейного 30-го Книжного Салона в Париже, на который были приглашены 30 писателей из 30 стран. Переведён на английский, французский, немецкий, испанский, итальянский, болгарский, эстонский, маратхи, иврит и др. языки.
В 2008 в издательстве «Эксмо» вышел роман Геласимова «Степные боги». В основе сюжета книги лежит история дружбы забайкальского подростка Петьки и пленного японца — врача Хиротаро. Действие романа происходит в вымышленном селе Разгуляевка летом 1945 года, накануне объявления Советским Союзом войны японской империи и атомной бомбардировки американцами Хиросимы и Нагасаки, где родился и вырос Хиротаро. Помимо романа в книгу включены рассказы о предвоенной жизни Разгуляевки, сюжетно с ним связанные.
В 2009 году Андрей Геласимов стал лауреатом литературной премии «Национальный бестселлер» за роман «Степные боги».
В 2010 году Андрею Геласимову был вручён Знак отличия Республики Саха (Якутия) «Гражданская Доблесть».
В конце 2009 года вышел роман «Дом на Озёрной» («Эксмо») — современная история о представителях многочисленной семьи, потерявших все свои накопления в эпоху кризиса.
В конце 2010-го вышла книга «Кольцо Белого Волка», написанная Геласимовым для своих троих детей, когда писатель жил в Англии. Геласимов писал историю по главе и отсылал домой по почте в конвертах. Книга оформлена рисунками художницы Кэти Тренд.
Весной 2015-го опубликован роман «Холод» («Эксмо»). Книга включена в лонг-листы литературных премий «Большая книга», «Ясная Поляна», «Русский Букер». За этот роман Геласимов номинирован журналом «GQ» на премию «Человек года» в категории «Писатель года», а также стал лауреатом премии журнала «Октябрь». В декабре 2016 года роман «Холод», переведённый на английский язык («Into The Thickening Fog»), поднялся до верхних строк рейтинга на американской платформе Amazon.
Весной 2016 года издательство «Э» выпустило сборник повестей и рассказов «Десять историй о любви». Рассказ «Paradise Found» из этого сборника был экранизирован Сергеем Соловьевым (полнометражный художественный фильм «Ке-ды»). Сборник включён в лонг-лист ежегодной литературной премии «Ясная Поляна».
В 2018 году в издательстве «Городец» вышел роман «Роза ветров», посвящённый освоению Дальнего Востока в середине XIX века. Известный российский рэпер Баста выпустил видеоклип к этой книге. В декабре 2019 года роман «Роза ветров» был признан лучшим в номинации «Длинная проза» Общероссийской литературной премии «Дальний Восток» им. В. К. Арсеньева.
С осени 2018 года занимает должность доцента Литературного института им. Горького. Ведёт семинар прозы.
В 2019 году Андрей Геласимов стал автором Тотального диктанта-2020
В ноябре 2019 года в издательстве «Городец» опубликован роман «Чистый кайф». Через призму судьбы культовых исполнителей рэпа книга исследует феномен зарождения этой культуры в России в конце 90-х годов. В 2021 году автор стал лауреатом Московской Арт Премии за этот роман.
Среди своих литературных учителей Геласимов называет Сола Беллоу, Уильяма Фолкнера, Иосифа Бродского и Эрнеста Хемингуэя.

## Произведения
- «Фокс Малдер похож на свинью» (2001)
- «Жажда» (2002)
- «Год обмана» (2003)
- «Рахиль» (2003)
- «Нежный возраст» (2004)
- «Степные боги» (2008)
- «Дом на Озёрной» (2009)
- «Кольцо Белого Волка» (2010)
- «Холод» (2015)
- «Десять историй о любви» (2016)
- «Роза ветров» (2018)
- «Чистый кайф» (2019)
- «Кодекс гражданина Треушникова» (2022)

## Награды и премии
- Премия имени Аполлона Григорьева (2003)
- Премия журнала «Октябрь» (2003, 2015)
- Премия «Студенческий Букер» (2004)
- Prix de la Découverte au Salon du livre de Paris (2005)
- Национальный бестселлер (2009)
- Приз за лучший сценарий на Фестивале российского кино в Онфлере, Франция (2013)
- Премия «Дальний Восток» им. В. К. Арсеньева (2019)
- Московская Арт Премия (2021)
- Заслуженный деятель искусств Российской Федерации (27 июня 2023 года) — за большой вклад в развитие отечественной культуры и искусства, многолетнюю плодотворную деятельность[9]

## Экранизации
В мини-сериале «Дом на Озёрной» по одноименному роману сыграли Василий Лановой, Ирина Купченко, Александр Робак, Никита Высоцкий и др. История жизни большой семьи. Сериал был впервые показан в канун нового 2010 года. Премьера состоялась на Первом канале.
Полнометражный фильм «Жажда», снятый по одноименной повести, был включен в конкурсную программу XXIV Открытого Российского кинофестиваля «Кинотавр», который прошел в июне 2013 года в г. Сочи. На «Кинотавре» фильм был отмечен дипломом за актерский ансамбль. 21 июня 2013 года фильм «Жажда» открыл программу Российского кино на 35-м Московском Международном Кинофестивале. За 2013 год фильм «Жажда» принял участие более чем в 15 российских и международных кинофестивалях, получив множество призов, среди которых несколько Гран-при, призы за лучшую режиссуру, лучший сценарий (Фестиваль российского кино во Франции, Онфлер, Нормандия, ноябрь 2013), лучшие актерские работы (Михаил Грубов, Роман Курцын) и лучший дебют (Дмитрий Тюрин). Критика признала «Жажду» одним из лучших российских фильмов 2013 года, сравнивая её с «Белорусским вокзалом» и другими шедеврами отечественного кинематографа.
Закончены[когда?] съёмки фильма «Мой любимый раздолбай» по роману «Год обмана» (в главных ролях — Алексей Чадов и Екатерина Вилкова, режиссёр Александр Котт). По мотивам этого же романа режиссёром Дмитрием Тюриным снят телевизионный сериал «Обмани, если любишь» (в ролях — Сергей Чирков, Юлия Рутберг, Марина Зудина, Юлия Хлынина, Никита Смольянинов, Игорь Миркурбанов, Алика Смехова). Премьера сериала состоялась на Первом канале в 2015 году.
В феврале 2016 года в московском клубе «Газгольдер» состоялся предпремьерный показ фильма Сергея Соловьева «Ке-ды», снятого по рассказу «Paradise Found». В фильме заняты молодые актеры Николай Суслов и Аглая Шиловская. Саундтрек к фильму написан российским рэпером Василием Вакуленко («Баста»), который также сыграл роль военкома.
23 июня 2016 года состоялась мировая премьера фильма «Ке-ды», ставшего официальным фильмом открытия 38-го Московского международного кинофестиваля.
В июне 2022 года Геласимов объявил, что в течение года начнутся съемки полнометражного художественного фильма по его книге «Степные боги».
В этом же году Министерство культуры РФ поддержало проект детского художественного фильма по сценарию Геласимова «Митя из созвездия Барракуда».
Летом 2022 года сериал «Нулевой пациент», снятый кинокомпанией «Среда» на основе идеи Андрея Геласимова, занял первую строчку рейтинга на портале «Кинопоиск» и продержался в этой позиции несколько месяцев, став одним из самых заметных российских сериалов года.
В 2023 году Киностудия "Соль" завершила съемки экранизации произведения Андрея Геласимова "Степные боги" и приступила к монтажно-тонировочным работам.